# Sandfell (berg i Island, Austurland, lat 63,94, long -16,79)
Sandfell är ett berg i republiken Island. Det ligger i regionen Austurland, 250 km öster om huvudstaden Reykjavík. Toppen på Sandfell  är 156 meter över havet. Kartan anger namnet Sandfell för en bebyggelse, men inte för själva berget.
Trakten runt Sandfell  är nära nog obefolkad, med mindre än två invånare per kvadratkilometer. Det finns inga samhällen i närheten. Trakten runt Sandfell  består i huvudsak av gräsmarker.